# Arnaud d'Elissagaray de Jaurgain
Pour l’historien français, voir Jean de Jaurgain.
Arnaud d'Elissagaray de Jaurgain, dit Renaud d'Elissagaray, est un homme politique français né le 8 mai 1871 à Tardets (Basses-Pyrénées) et décédé le 6 mars 1950 à Bayonne (Basses-Pyrénées).

## Biographie
Guillaume-Marie-Arnaud Délissagaray a douze ans quand son père fait changer leur nom de famille en « d'Elissagaray », par jugement du tribunal de Saint Palais du 1er septembre 1883 reprenant la particule oubliée depuis la fin du XVIIe siècle[réf. nécessaire]. Par la suite, Arnaud sera le plus souvent appelé « Renaud d'Elissagaray » (avec des variantes orthographiques : « Renault » ou « Renauld »),. En 1898, il épouse la fille de l'ancien député Dominique Cazeaux. Les jeunes mariés sont les parents du futur général de brigade Robert d'Elissagaray de Jaurgain (1898-1960).
Avocat et propriétaire, Renaud d'Elissagaray est un militant antisémite. En 1895, il appartient ainsi au Groupe des étudiants antisémites de Camille Jarre. En 1902, pendant la campagne électorale d'Édouard Drumont en Algérie, le jeune avocat assure le secrétariat de La Libre Parole. L'année suivante il fait partie du comité exécutif de la Fédération nationale antijuive présidée par Drumont. Il quitte cependant l'équipe de la Libre Parole peu de temps après et renonce à la politique antisémite, dégoûté par les polémiques opposant Drumont à Jules Guérin.
Conseiller municipal puis maire de Pauillac, il est député de la Gironde, sur l'arrondissement de Lesparre en 1908, à la suite du décès d'Henri du Périer de Larsan,  jusqu'en 1914, ne s'inscrivant à aucun groupe. Aux législative d'avril 1914, il est battu par Félix Mesnard qui décède en juillet 1914.
Par arrêt de la cour d'appel de Pau du 17 mars 1920, Renaud d'Elissagaray est adopté par l'historien et généalogiste basque Jean de Jaurgain.

### Sources
- « Arnaud d'Elissagaray de Jaurgain », dans le Dictionnaire des parlementaires français (1889-1940), sous la direction de Jean Jolly, PUF, 1960 [détail de l’édition]